# 文藝復興基金會
文藝復興基金會致力培育下一代創意人才，2012至今已在香港耕耘十載。作為非牟利慈善文化機構，持續資助獨立創作，孵化文化產業生力軍，並搭建國際專業網絡。基金會主要推動獨立音樂、影像、文字及跨界別藝術等範疇的發展。近年重點項目包括：搶耳音樂、奪目影像及「開故」作家育成計劃等。
搶耳音樂 Ear Up Music
推廣香港新音樂，推動亞洲及全球的音樂連結。項目包括：「搶耳音樂廠牌計劃」、「搶耳全球」、「搶耳巡演」及「搶耳博覽」等。
奪目影像 Eye Catcher Images
探索影像創作、製作及發行的新角度、新可能。 項目包括：「奪目影像創作營」、「奪目影像孵化計劃」、「Eye Catcher Global」等。
2023年，奪目影像榮獲第17屆香港藝術發展獎之「藝術推廣及教育獎」。
「開故」作家育成計劃
發掘具潛質的年青文學創作者、提供寫作培訓、海外駐留及出版贊助。由文藝復興基金會、水煮魚文化聯合主辦。
「在場」非虛構寫作獎學金
致力於持續培育、支持華文世界的非虛構寫作。由Matters與文藝復興基金會共同發起。
文藝復興夏令營
自2013年開始，文藝復興基金會每年舉辦一屆文藝復興夏令營，邀請文學、音樂、影像、藝術等各界文化名人擔任導師，培養學員進行藝術創作。申請人需年齡介於18歲至30歲之間。

## 外部連結
- 文藝復興基金會 （页面存档备份，存于）
- 搶耳音樂 （页面存档备份，存于）
- 奪目影像 （页面存档备份，存于）